# John Arwuah
John Arwuah (Accra, 1º settembre 1985) è un ex calciatore ghanese, di ruolo centrocampista.

## Carriera
Ha giocato nella prima divisione dei campionati sudafricano e cipriota.